# Asplenium soleirolioides
Asplenium soleirolioides är en svartbräkenväxtart som beskrevs av Alan Reid Smith. Asplenium soleirolioides ingår i släktet Asplenium och familjen Aspleniaceae. Inga underarter finns listade.